# Padrenda
Padrenda è un comune spagnolo di 2 588 abitanti situato nella comunità autonoma della Galizia.